# Liga Europeia de Voleibol Feminino de 2012
A Liga Europeia de Voleibol Feminino de 2012 foi a quarta edição do torneio que acontece anualmente,que contou com a participação de doze seleções europeias.
A República Tcheca bateu a Bulgária por 3–0 na final(partida única), e conquistou seu 1º título.

## Times
- Bulgária
- Espanha
- França
- Grécia
- Hungria
- Israel
- Países Baixos
- Chéquia
- Romênia
- Sérvia
- Suíça
- Turquia

## Rodadas

### Grupo A
|     |         |     | Jogos | Jogos | Jogos | Sets | Sets | Sets  | Pontos | Pontos | Pontos |
| Pos | Equipe  | Pts | T     | V     | D     | V    | P    | R     | V      | P      | R      |
| --- | ------- | --- | ----- | ----- | ----- | ---- | ---- | ----- | ------ | ------ | ------ |
| 1   | Sérvia  | 35  | 12    | 12    | 0     | 36   | 6    | 6,000 | 1034   | 791    | 1.307  |
| 2   | Romênia | 19  | 12    | 6     | 6     | 21   | 21   | 1,000 | 941    | 937    | 1.004  |
| 3   | Espanha | 18  | 12    | 6     | 6     | 23   | 22   | 1.045 | 987    | 1029   | 0.959  |
| 4   | Hungria | 0   | 12    | 0     | 12    | 5    | 36   | 0.139 | 803    | 1008   | 0.797  |

#### Semana 1
LocalHala sportova, Subotica.
| Data     | Hora  |            | Placar |            | Set 1 | Set 2 | Set 3 | Set 4 | Set 5 | Total | Relatório |
| -------- | ----- | ---------- | ------ | ---------- | ----- | ----- | ----- | ----- | ----- | ----- | --------- |
| 1 de jun | 17:30 | 'Espanha ' | 3–0    | Romênia    | 25–20 | 25–22 | 25–22 |       |       | 75–64 | 75–64     |
| 1 de jun | 20:15 | 'Sérvia '  | 3–0    | Hungria    | 25–15 | 25–12 | 25–22 |       |       | 75–49 | 75–49     |
| 2 de jun | 17:30 | ' Romênia' | 3–0    | Hungria    | 25–23 | 25–20 | 25–21 |       |       | 75–64 | 75–64     |
| 2 de jun | 20:15 | Espanha    | 0–3    | ' Sérvia'  | 17–25 | 11–25 | 19–25 |       |       | 47–75 | 47–75     |
| 3 de jun | 17:30 | Hungria    | 1–3    | ' Espanha' | 18–25 | 25–20 | 21–25 | 16–25 |       | 80–95 | 80–95     |
| 3 de jun | 20:15 | 'Sérvia '  | 3–1    | Romênia    | 27–25 | 25–16 | 22–25 | 25–15 |       | 99–81 | 99–81     |

#### Semana 2
LocalSportmax 2, Budapeste.
| Data      | Hora  |            | Placar |            | Set 1 | Set 2 | Set 3 | Set 4 | Set 5 | Total | Relatório |
| --------- | ----- | ---------- | ------ | ---------- | ----- | ----- | ----- | ----- | ----- | ----- | --------- |
| 8 de jun  | 16:00 | Romênia    | 0–3    | ' Sérvia'  | 18–25 | 22–25 | 20–25 |       |       | 60–75 | 60–75     |
| 8 de jun  | 19:00 | Hungria    | 0–3    | ' Espanha' | 23–25 | 20–25 | 23–25 |       |       | 66–75 | 66–75     |
| 9 de jun  | 16:00 | 'Sérvia '  | 3–1    | Espanha    | 25–14 | 25–15 | 22–25 | 25–20 |       | 97–74 | 97–74     |
| 9 de jun  | 19:00 | 'Romênia ' | 3–1    | Hungria    | 17–25 | 25–17 | 25–19 | 25–20 |       | 92–81 | 92–81     |
| 10 de jun | 16:00 | Espanha    | 1–3    | ' Romênia' | 25–23 | 19–25 | 14–25 | 21–25 |       | 79–98 | 79–98     |
| 10 de jun | 19:00 | Hungria    | 1–3    | ' Sérvia'  | 18–25 | 14–25 | 25–16 | 19–25 |       | 76–91 | 76–91     |

#### Semana 3
LocalPalau d'Esports de Granollers, Granollers.
| Data      | Hora  |            | Placar |           | Set 1 | Set 2 | Set 3 | Set 4 | Set 5 | Total   | Relatório |
| --------- | ----- | ---------- | ------ | --------- | ----- | ----- | ----- | ----- | ----- | ------- | --------- |
| 15 de jun | 17:00 | Romênia    | 0–3    | ' Sérvia' | 19–25 | 13–25 | 23–25 |       |       | 55–75   | 55–75     |
| 15 de jun | 20:00 | 'Espanha ' | 3–0    | Hungria   | 25–18 | 25–19 | 28–26 |       |       | 78–63   | 78–63     |
| 16 de jun | 15:00 | Hungria    | 0–3    | ' Sérvia' | 12–25 | 14–25 | 17–25 |       |       | 43–75   | 43–75     |
| 16 de jun | 18:00 | 'Espanha ' | 3–2    | Romênia   | 22–25 | 24–26 | 26–24 | 25–18 | 15–11 | 112–104 | 112–104   |
| 17 de jun | 15:00 | 'Romênia ' | 3–0    | Hungria   | 25–23 | 25–23 | 25–10 |       |       | 75–56   | 75–56     |
| 17 de jun | 18:00 | 'Sérvia '  | 3–1    | Espanha   | 25–18 | 25–10 | 21–25 | 25–20 |       | 96–73   | 96–73     |

#### Semana 4
LocalSala Polivalentă, Piatra Neamț.
| Data      | Hora  |            | Placar |            | Set 1 | Set 2 | Set 3 | Set 4 | Set 5 | Total   | Relatório |
| --------- | ----- | ---------- | ------ | ---------- | ----- | ----- | ----- | ----- | ----- | ------- | --------- |
| 22 de jun | 17:00 | Espanha    | 2–3    | ' Sérvia'  | 25–23 | 18–25 | 29–31 | 33–31 | 13–15 | 118–125 | 118–125   |
| 22 de jun | 19:30 | 'Romênia ' | 3–1    | Hungria    | 26–24 | 25–19 | 24–26 | 25–17 |       | 100–86  | 100–86    |
| 23 de jun | 17:00 | 'Sérvia '  | 3–0    | Hungria    | 25–22 | 25–17 | 25–14 |       |       | 75–53   | 75–53     |
| 23 de jun | 19:30 | Espanha    | 0–3    | ' Romênia' | 21–25 | 19–25 | 19–25 |       |       | 59–75   | 59–75     |
| 24 de jun | 17:00 | Hungria    | 1–3    | ' Espanha' | 27–29 | 25–21 | 9–25  | 25–27 |       | 86–102  | 86–102    |
| 24 de jun | 19:30 | Romênia    | 0–3    | ' Sérvia'  | 24–26 | 18–25 | 20–25 |       |       | 62–76   | 62–76     |

### Grupo B
|     |          |     | Jogos | Jogos | Jogos | Sets | Sets | Sets  | Pontos | Pontos | Pontos |
| Pos | Equipe   | Pts | T     | V     | D     | V    | P    | R     | V      | P      | R      |
| --- | -------- | --- | ----- | ----- | ----- | ---- | ---- | ----- | ------ | ------ | ------ |
| 1   | Bulgária | 35  | 12    | 12    | 0     | 36   | 4    | 9,000 | 986    | 743    | 1.327  |
| 2   | França   | 22  | 12    | 7     | 5     | 26   | 18   | 1.444 | 997    | 939    | 1.062  |
| 3   | Turquia  | 14  | 12    | 5     | 7     | 17   | 24   | 0.708 | 875    | 885    | 0.989  |
| 4   | Suíça    | 1   | 12    | 0     | 12    | 3    | 36   | 0.083 | 669    | 960    | 0.697  |

#### Semana 1
LocalPalace of Culture and Sports, Varna.
| Data      | Hora  |             | Placar |             | Set 1 | Set 2 | Set 3 | Set 4 | Set 5 | Total | Relatório |
| --------- | ----- | ----------- | ------ | ----------- | ----- | ----- | ----- | ----- | ----- | ----- | --------- |
| 8 de jun  | 15:00 | 'França '   | 3–1    | Turquia     | 16–25 | 25–22 | 25–21 | 25–18 |       | 91–86 | 91–86     |
| 8 de jun  | 17:30 | 'Bulgária ' | 3–0    | Suíça       | 25–17 | 25–18 | 25–11 |       |       | 75–46 | 75–46     |
| 9 de jun  | 15:00 | 'Turquia '  | 3–0    | Suíça       | 25–12 | 25–13 | 25–20 |       |       | 75–45 | 75–45     |
| 9 de jun  | 17:30 | 'Bulgária ' | 3–1    | França      | 23–25 | 25–20 | 25–15 | 25–15 |       | 98–75 | 98–75     |
| 10 de jun | 15:00 | Suíça       | 1–3    | ' França'   | 15–25 | 25–23 | 15–25 | 14–25 |       | 69–98 | 69–98     |
| 10 de jun | 17:30 | Turquia     | 0–3    | ' Bulgária' | 21–25 | 20–25 | 19–25 |       |       | 60–75 | 60–75     |

#### Semana 2
LocalAtatürk Sport Hall, Izmir.
| Data      | Hora  |             | Placar |             | Set 1 | Set 2 | Set 3 | Set 4 | Set 5 | Total | Relatório |
| --------- | ----- | ----------- | ------ | ----------- | ----- | ----- | ----- | ----- | ----- | ----- | --------- |
| 15 de jun | 16:00 | 'Turquia '  | 3–0    | Suíça       | 25–18 | 25–13 | 25–15 |       |       | 75–46 | 75–46     |
| 15 de jun | 18:30 | França      | 1–3    | ' Bulgária' | 19–25 | 25–22 | 17–25 | 22–25 |       | 83–97 | 83–97     |
| 16 de jun | 16:30 | Suíça       | 0–3    | ' Bulgária' | 7–25  | 25–27 | 12–25 |       |       | 44–77 | 44–77     |
| 16 de jun | 19:00 | 'Turquia '  | 3–1    | França      | 25–16 | 21–25 | 25–22 | 25–23 |       | 96–86 | 96–86     |
| 17 de jun | 16:30 | Suíça       | 0–3    | ' França'   | 15–25 | 18–25 | 17–25 |       |       | 50–75 | 50–75     |
| 17 de jun | 19:00 | 'Bulgária ' | 3–0    | Turquia     | 25–13 | 25–23 | 25–22 |       |       | 75–58 | 75–58     |

#### Semana 3
LocalSalle Omnisport St. Léonard, Fribourg
| Data      | Hora  |             | Placar |             | Set 1 | Set 2 | Set 3 | Set 4 | Set 5 | Total   | Relatório |
| --------- | ----- | ----------- | ------ | ----------- | ----- | ----- | ----- | ----- | ----- | ------- | --------- |
| 22 de jun | 17:30 | 'Bulgária ' | 3–0    | Turquia     | 25–15 | 25–19 | 25–20 |       |       | 75–54   | 75–54     |
| 22 de jun | 20:00 | Suíça       | 0–3    | ' França'   | 15–25 | 22–25 | 22–25 |       |       | 59–75   | 59–75     |
| 23 de jun | 17:30 | Suíça       | 2–3    | ' Turquia'  | 19–25 | 16–25 | 25–14 | 25–23 | 18–20 | 103–107 | 103–107   |
| 23 de jun | 20:00 | França      | 2–3    | ' Bulgária' | 24–26 | 25–22 | 23–25 | 25–23 | 14–16 | 111–112 | 111–112   |
| 24 de jun | 15:00 | Turquia     | 0–3    | ' França'   | 15–25 | 18–25 | 15–25 |       |       | 48–75   | 48–75     |
| 24 de jun | 17:30 | 'Bulgária ' | 3–0    | Suíça       | 25–11 | 26–24 | 26–24 |       |       | 77–59   | 77–59     |

#### Semana 4
LocalComplexe St. Symphorien, Metz.
| Data      | Hora  |             | Placar |             | Set 1 | Set 2 | Set 3 | Set 4 | Set 5 | Total | Relatório |
| --------- | ----- | ----------- | ------ | ----------- | ----- | ----- | ----- | ----- | ----- | ----- | --------- |
| 28 de jun | 15:00 | 'França '   | 3–0    | Suíça       | 26–24 | 25–22 | 25–20 |       |       | 76–66 | 76–66     |
| 28 de jun | 18:00 | Turquia     | 0–3    | ' Bulgária' | 18–25 | 22–25 | 18–25 |       |       | 58–75 | 58–75     |
| 29 de jun | 17:00 | Suíça       | 0–3    | ' Bulgária' | 13–25 | 14–25 | 12–25 |       |       | 39–75 | 39–75     |
| 29 de jun | 20:00 | 'França '   | 3–1    | Turquia     | 25–20 | 21–25 | 25–23 | 25–15 |       | 96–83 | 96–83     |
| 30 de jun | 17:00 | Suíça       | 0–3    | ' Turquia'  | 14–25 | 8–25  | 21–25 |       |       | 43–75 | 43–75     |
| 30 de jun | 20:00 | 'Bulgária ' | 3–0    | França      | 25–16 | 25–17 | 25–23 |       |       | 75–56 | 75–56     |

### Grupo C
|     |               |     | Jogos | Jogos | Jogos | Sets | Sets | Sets  | Pontos | Pontos | Pontos |
| Pos | Equipe        | Pts | T     | V     | D     | V    | P    | R     | V      | P      | R      |
| --- | ------------- | --- | ----- | ----- | ----- | ---- | ---- | ----- | ------ | ------ | ------ |
| 1   | Países Baixos | 30  | 12    | 9     | 3     | 33   | 11   | 3,000 | 1002   | 833    | 1.203  |
| 2   | Chéquia       | 26  | 12    | 10    | 2     | 30   | 16   | 1.875 | 1034   | 911    | 1.135  |
| 3   | Israel        | 9   | 12    | 3     | 9     | 12   | 28   | 0.429 | 790    | 955    | 0.827  |
| 4   | Grécia        | 7   | 12    | 2     | 10    | 11   | 31   | 0.355 | 845    | 972    | 0.869  |

#### Semana 1
LocalMěstská hala Vodová, Brno.
| Data     | Hora  |                  | Placar |                  | Set 1 | Set 2 | Set 3 | Set 4 | Set 5 | Total   | Relatório |
| -------- | ----- | ---------------- | ------ | ---------------- | ----- | ----- | ----- | ----- | ----- | ------- | --------- |
| 1 de jun | 15:00 | 'Chéquia '       | 3–1    | Israel           | 23–25 | 25–17 | 25–23 | 25–7  |       | 98–72   | 98–72     |
| 1 de jun | 18:00 | Grécia           | 0–3    | ' Países Baixos' | 15–25 | 15–25 | 14–25 |       |       | 44–75   | 44–75     |
| 2 de jun | 15:00 | 'Países Baixos ' | 3–0    | Israel           | 25–13 | 25–19 | 25–19 |       |       | 75–51   | 75–51     |
| 2 de jun | 18:00 | Grécia           | 0–3    | ' Chéquia'       | 20–25 | 18–25 | 11–25 |       |       | 49–75   | 49–75     |
| 3 de jun | 15:00 | Israel           | 1–3    | ' Grécia'        | 22–25 | 19–25 | 25–23 | 21–25 |       | 87–98   | 87–98     |
| 3 de jun | 18:00 | 'Chéquia '       | 3–2    | Países Baixos    | 25–17 | 25–23 | 22–25 | 21–25 | 15–10 | 108–100 | 108–100   |

#### Semana 2
LocalTopsport Centre, Almere.
| Data      | Hora  |                  | Placar |                  | Set 1 | Set 2 | Set 3 | Set 4 | Set 5 | Total   | Relatório |
| --------- | ----- | ---------------- | ------ | ---------------- | ----- | ----- | ----- | ----- | ----- | ------- | --------- |
| 8 de jun  | 17:00 | 'Chéquia '       | 3–0    | Israel           | 25–22 | 25–21 | 25–9  |       |       | 75–52   | 75–52     |
| 8 de jun  | 19:30 | 'Países Baixos ' | 3–0    | Grécia           | 25–18 | 25–21 | 25–16 |       |       | 75–55   | 75–55     |
| 9 de jun  | 14:30 | Israel           | 1–3    | ' Países Baixos' | 25–17 | 7–25  | 18–25 | 12–25 |       | 62–92   | 62–92     |
| 9 de jun  | 17:00 | Grécia           | 2–3    | ' Chéquia'       | 25–15 | 22–25 | 24–26 | 25–22 | 11–15 | 107–103 | 107–103   |
| 10 de jun | 14:30 | Países Baixos    | 2–3    | ' Chéquia'       | 20–25 | 25–20 | 20–25 | 25–18 | 12–15 | 102–103 | 102–103   |
| 10 de jun | 17:00 | 'Israel '        | 3–0    | Grécia           | 25–12 | 25–23 | 25–23 |       |       | 75–58   | 75–58     |

#### Semana 3
LocalMetrowest Sport Palace, Ra'anan.
| Data      | Hora  |                  | Placar |                  | Set 1 | Set 2 | Set 3 | Set 4 | Set 5 | Total | Relatório |
| --------- | ----- | ---------------- | ------ | ---------------- | ----- | ----- | ----- | ----- | ----- | ----- | --------- |
| 15 de jun | 17:00 | 'Grécia '        | 3–0    | Israel           | 25–19 | 25–18 | 25–23 |       |       | 75–60 | 75–60     |
| 15 de jun | 19:30 | Chéquia          | 0–3    | ' Países Baixos' | 20–25 | 18–25 | 16–25 |       |       | 54–75 | 54–75     |
| 16 de jun | 17:00 | 'Israel '        | 3–0    | Chéquia          | 28–26 | 25–21 | 27–25 |       |       | 80–72 | 80–72     |
| 16 de jun | 19:30 | 'Países Baixos ' | 3–0    | Grécia           | 25–16 | 25–16 | 27–25 |       |       | 77–57 | 77–57     |
| 17 de jun | 17:00 | 'Chéquia '       | 3–1    | Grécia           | 25–17 | 16–25 | 25–18 | 25–18 |       | 91–78 | 91–78     |
| 17 de jun | 19:30 | 'Países Baixos ' | 3–0    | Israel           | 25–18 | 25–16 | 25–22 |       |       | 75–56 | 75–56     |

#### Semana 4
LocalNeo Kleisto Orestiados, Orestiada.
| Data      | Hora  |                  | Placar |               | Set 1 | Set 2 | Set 3 | Set 4 | Set 5 | Total  | Relatório |
| --------- | ----- | ---------------- | ------ | ------------- | ----- | ----- | ----- | ----- | ----- | ------ | --------- |
| 21 de jun | 18:00 | Israel           | 0–3    | ' Chéquia'    | 14–25 | 12–25 | 21–25 |       |       | 47–75  | 47–75     |
| 21 de jun | 20:30 | 'Países Baixos ' | 3–1    | Grécia        | 11–25 | 25–20 | 25–17 | 25–21 |       | 86–83  | 86–83     |
| 22 de jun | 18:00 | 'Chéquia '       | 3–2    | Países Baixos | 25–16 | 23–25 | 25–19 | 17–25 | 15–13 | 105–98 | 105–95    |
| 22 de jun | 20:30 | Grécia           | 1–3    | ' Israel'     | 22–25 | 25–18 | 23–25 | 17–25 |       | 87–93  | 87–93     |
| 23 de jun | 18:00 | 'Países Baixos ' | 3–0    | Israel        | 25–18 | 25–18 | 25–19 |       |       | 75–55  | 75–55     |
| 23 de jun | 20:30 | 'Chéquia '       | 3–0    | Grécia        | 25–17 | 25–17 | 25–20 |       |       | 75–54  | 75–54     |

## Fase final
|  | Semifinais    | Semifinais |   |            | Final          | Final |  |
|  |               |            |   |            |                |       |  |
|  | 5 de julho    |            |   |            |                |       |  |
|  | Bulgária      | 3          |   |            |                |       |  |
|  | Sérvia        | 1          |   |            |                |       |  |
|  |               |            |   |            |                |       |  |
|  |               |            |   |            | 6 de julho     |       |  |
|  |               |            |   |            | Bulgária       | 0     |  |
|  |               | Chéquia    | 3 |            |                |       |  |
|  |               |            |   |            |                |       |  |
|  |               |            |   |            |                |       |  |
|  |               |            |   |            | Terceiro lugar |       |  |
|  | 5 de julho    | 5 de julho |   | 6 de julho | 6 de julho     |       |  |
|  | Chéquia       | 3          |   | Sérvia     | 3              |       |  |
|  | Países Baixos | 1          |   |            | Países Baixos  | 1     |  |

### Semifinais
| Data     | Hora  |             | Placar |               | Set 1 | Set 2 | Set 3 | Set 4 | Set 5 | Total  | Relatório |
| -------- | ----- | ----------- | ------ | ------------- | ----- | ----- | ----- | ----- | ----- | ------ | --------- |
| 5 de jul | 15:00 | 'Bulgária ' | 3–1    | Sérvia        | 34–32 | 25–22 | 21–25 | 25–20 |       | 105–99 | 105–99    |
| 5 de jul | 18:00 | 'Chéquia '  | 3–1    | Países Baixos | 25–17 | 20–25 | 25–23 | 25–17 |       | 95–82  | 95–82     |

### Terceiro lugar
| Data     | Hora  |           | Placar |               | Set 1 | Set 2 | Set 3 | Set 4 | Set 5 | Total | Relatório |
| -------- | ----- | --------- | ------ | ------------- | ----- | ----- | ----- | ----- | ----- | ----- | --------- |
| 6 de jul | 15:00 | 'Sérvia ' | 3–1    | Países Baixos | 25–23 | 25–15 | 23–25 | 25–13 |       | 98–76 | 98–76     |

### Final
| Data     | Hora  |          | Placar |            | Set 1 | Set 2 | Set 3 | Set 4 | Set 5 | Total | Relatório |
| -------- | ----- | -------- | ------ | ---------- | ----- | ----- | ----- | ----- | ----- | ----- | --------- |
| 6 de jul | 18:00 | Bulgária | 0–3    | ' Chéquia' | 24–26 | 18–25 | 23–25 |       |       | 65–76 | 65–79     |

## Classificação final
| Posição | Equipe        |
| ------- | ------------- |
| 1       | Chéquia       |
| 2       | Bulgária      |
| 3       | Sérvia        |
| 4       | Países Baixos |
| 5       | França        |
| 6       | Roménia       |
| 7       | Espanha       |
| 8       | Turquia       |
| 9       | Israel        |
| 10      | Grécia        |
| 11      | Suíça         |
| 12      | Hungria       |

## Premiação individual
Os destaques individuais foram:
- MVP:  Aneta Havlíčková
- Maior pontuadora:  Elitsa Vasileva
- Melhor atacante:  Elitsa Vasileva
- Melhor bloqueadora:  Caroline Wensink
- Melhor sacadora:  Dobriana Rabadzhieva
- Melhor levantadora:  Maja Ognjenović
- Melhor receptora:  Helena Havelková
- Melhor líbero:  Julie Jášová